# Кривощёков, Александр Иванович
Александр Иванович Кривощёков (28 августа [9 сентября] 1882, Звериноголовское, Оренбургская губерния — январь 1957, Фрунзе) — учитель, эсер, член Всероссийского учредительного собрания, обновленческий священник, снова учитель.

## Биография
Александр Кривощёков родился 28 августа (9 сентября) 1882 года в станице Звериноголовской Звериноголовского станичного юрта Челябинского уезда Оренбургской губернии, который относился к Войсковой территории Челябинского уезда (3-й военный отдел Оренбургского казачьего войска), ныне село — административный центр Звериноголовского муниципального округа Курганской области. Родом из Оренбургских казаков. Отец — Иван Егорович, мать — Прасковья Дмитриевна Кривощёковы.
Окончил станичную школу, затем окончил 2-классное городское училище. В 1896 году начал работать помощником учителя, с 1897 года — учитель в школе села Лейпциг Троицкого уезда Оренбургской губернии, с 1901 года — учитель церковно-приходской школы в посёлке Михайловском Петропавловского уезда Акмолинской области.
4 (17) февраля 1903 года в Омской мужской классической гимназии экстерном сдал экзамен на звание учителя начального училища. 7 (20) марта 1903 года, сдав экзамен, стал вольноопределяющимся в Сибирском кадетском корпусе и продолжил свою педагогическую деятельность. С 1903 года работал учителем в посёлке Дмитриевском Петропавловского уезда. С 1906 года работал учителем Ивановского министерского училища. С 1907 года работал в Кокпектинском 2-классном русско-киргизском училище Семипалатинской области .
15 (28) ноября 1908 года сдал экзамен в Семипалатинской мужской гимназии на звание учителя уездного училища по истории и географии. 17 (30) июля 1909 года допущен к исполнению обязанностей учителя. В 1909 году вернулся в станицу Звериноголовскую и стал исполнять обязанность учителя-инспектора (директора) училища. В 1910 году сдал аналогичный экзамен на звание учителя уездного училища по русскому языку в Петропавловском реальном училище. 
10 (23) марта 1910 года назначен учителем-инспектором Звериноголовского четырёхклассного городского училища. По инициативе А. Кривощекова Звериноголовскому училищу было присвоено наименование «Алексеевское», в честь наследника цесаревича Алексея, августейшего атамана казачьих войск. Ученики из семей оренбургских казаков носили форму с голубыми погонами и голубыми лампасами, дети из семей сибирских казаков отличались красными погонами и красными лампасами.
С 1912 года учитель-инспектор в Еткульском училище. Занимался историей оренбургского казачества. В 1914 году был избран действительным членом Оренбургской учёной архивной комиссии (ОУАК).
Член партии эсеров. С 1915 года под полицейским надзором.
В 1916 году окончил учительский институт. С января 1916 года инспектор в Троицком 1-м высшем начальном училище. Инспектор училища в Миассе.
В 1917 году избран председателем Троицкого Совета казачьих депутатов, редактор газеты «Казачья мысль». Весной 1917 года избран в состав войскового круга Оренбургского казачьего войска.
В сентябре 1917 года в Троицке и уезде было объявлено военное положение. В Оренбурге прошел войсковой чрезвычайный круг, определивший основы политики и тактики казачества в борьбе с нарастающей революцией. Среди его делегатов был и инспектор А. Кривощеков, которого избрали председателем Круга.
В ноябре 1917 года был избран во Всероссийское учредительное собрание в Оренбургском избирательном округе по списку № 2 (Оренбургское казачье войско). В 1918 году член Комуча (Комитет членов Учредительного собрания).  В 1918—1919 возглавлял осведомительный отдел штаба Оренбургской армии. 
Был арестован красными. После освобождения весной 1920 года выехал из Троицка. Отошёл от политики, принял сан, служил в церкви Лейпцигской станицы,  работал бухгалтером в отделении «Заготзерно». Был арестован. Кривощёков и группа священников выразили желание сотрудничать с Советской властью, возвратиться в свои приходы и проводить мероприятия «к умиротворению страны и укреплению власти трудового народа». После освобождения, 2 июня 1922 года в газете «Советская правда» опубликовал открытое письмо «К духовенству и мирянам Челябинской губернии», написанное с обновленческих позиций. В этом документе его подпись стоит первой.
В 1923 году с семьёй переехал в Звериноголовское. До 1928 года служил в церкви. В 1929 году на сцене только что построенного Дворца культуры отрёкся от сана священника.
В 1934 году работал старшим бухгалтером в Постройкоме.
В 1937 году переехал в город Джамбул Казахской ССР, работал учителем.
Работал учителем в городе Фрунзе Киргизской ССР.
Был депутатом районного Совета депутатов трудящихся, вел большую  общественную работу. Инвалид труда второй группы.
Александр Иванович Кривощёков умер в январе 1957 года в городе Фрунзе Киргизской ССР, ныне город Бишкек — столица Киргизской Республики. Похоронен с большими почестями в Бишкеке.

## Награды
- Императорский орден Святой Анны III степени, за 15-летнюю педагогическую деятельность
- Три медали, в т.ч.
  - Медаль «За доблестный труд в Великой Отечественной войне 1941—1945 гг.»[13]
- Звание «Заслуженный учитель Киргизской ССР»
- Значок «Отличник народного образования»

## Семья
- 4 брата и 2 сестры, одна из них Мария[2].
- Жена с 9 января 1904 г. — Евгения Лаврентьевна урождённая Ерёмина, дочь казака, учительница[4].
- Дети:

Сын — Всеволод (1905 — 30 июня 1944), старшина-санинструктор, погиб от ран, похоронен д. Б.-Чёрное Шкловского района Могилёвской области Белорусской ССР. Был женат на Евдокии Митрофановне.
Дочь — Галина, вышла замуж, (в замужестве Шумкова), уехала в Москву.
Сын — Борис, известный поэт Б. А. Ручьёв (1913—1973), строитель Магнитки, репрессирован.
Дочь — Нина, муж погиб на фронте.
А. И. и Е. Л. Кривощёковы воспитывали пять внуков-сирот

## Книги
- Кривощёков А. И. В плену у японцев: рассказ из рус.-япон. войны. — Троицк, 1913. — 31 с.
- Кривощёков А. И. Исторические судьбы Оренбургского края: крат. очерк заселения и развития края. — Уфа, 1913. — 45 с.
- Кривощёков А. И. Оренбуржцы на Дальнем Востоке: очерки. Вып. 1. — Троицк, 1913. — 67 с.
- Кривощёков А. И. Разбитый разъезд: рассказ из рус.-япон. войны. — Троицк: Тип. Берх, 1913. — 27 с.
- Кривощёков А. Буренкино счастье: рассказ из жизни казачьих коров. — Троицк, 1914. — 38 с.
- Кривощёков А. И. Как разбогател казак Разумов: рассказы из быта Оренбург. казаков. — Троицк, 1914. — 44 с.
- Кривощёков А. И. Казачьи депутаты в комиссии 1766 года: ист. очерк // Вестн. Оренбург. учеб. окр. — 1913. — № 3, науч. отд. — С. 83 −100; № 4, науч. отд. — С. 135—144.
- Кривощёков А. И. Казачьи легенды // Вестн. Оренбург. учеб. окр. — 1913. — № 5.
- Кривощёков А. И. Далматовский монастырь как оплот русского владычества и православия в Исетском крае и его достопримечательности // Вестн. Оренбург. учеб. окр. — 1914. — № 5, науч. отд. — С. 195—218.
- Кривощёков А. И. На Оренбургской пограничной линии: (очерки прошлого) // Вестн. Оренбург. учеб. окр. — 1914. — № 1, пед. отд. — С. 1 — 24; № 2, пед. отд. — С. 52 — 74; № 3, пед. отд. — С. 99 — 123.
- Кривощёков А. И. Обряды и обычаи оренбургских казаков // Вестн. Оренб. учеб. окр. — 1915. — № 1, науч. отдел. — С. 9 — 27. (О свадебных песнях и величаниях).
- Кривощёков А. И. Обряды и обычаи оренбургских казаков // Вестн. Оренб. учеб. окр. — 1915. — № 3, науч. отд. — С. 89 −108. (О колыбельных песнях и детских играх).
- Кривощёков А. И. Обряды и обычаи оренбургских казаков // Вестн. Оренб. учеб. окр. — 1915. — № 4, науч. отд. — С. 147—171. (Об играх и песнях молодёжи).